# Galaktorré
Galaktorré (af græsk: "γάλα" (gála, Genitiv γάλακτος – gálaktos) = "mælk" og ῥέω (rhéo) = "jeg flyder") også kaldet galactorrhea, galactorrhoea, betegner spontan produktion og sekretion af brystmælk fra brysterne, uden at være i forbindelse med graviditet eller fødsel. Galaktorré kan forekomme både hos mænd (men meget sjældent) og kvinder, i det ene eller i begge bryster.

## Årsag
Mere end 80% af kvinder kan manipuleres til at producere mælk ved stimulation af brystvorten, da dette da dette vil producerer prolaktin, et kønshormon som har en støttefunktion i forbindelse med mælkeproduktion til amning. Prolaktin kan også producers i forbindelse med hormonbaseret præventionsmedikamenter, medicin, antipsykotisk virkende præparater eller i forbindelse med stress eller højt blodtryk. Det kan forekomme hos nyfødte spædbørn af begge køn, hvor det skyldes den forhøjede hormonproduktion i forbindelse med fødslen, i sådanne tilfælde kaldes det heksemælk.
Oftest er det et ganske uskyldigt og harmløst fænomen og i halvdelen af de undersøgte tilfælde kan der ikke findes en årsag. Hvis mælken flyder over en længere periode, udskilles i forbindelse med smerte, lugter og eller er klistret eller der er blod iblandet, bør der opsøges læge da det kan være tidlig indikationer på brystkræft. Hvis galaktorré findes hos voksne mænd, bør der altid opsøges læge.